# Архивская летопись
Архивская летопись («Ростовская летопись») — русская летопись, летописная компиляция, состоящая из двух частей: первая, общерусская, начинающаяся с «Повести временных лет» и оканчивающаяся известиями 1480 года, и вторая с преобладанием новгородских известий, доведенная до 1539 года.

## Текстология и содержание
Известна в одном списке XVIII века.
Н. М. Карамзин привлекал Архивскую летопись в своей «Истории государства Российского» — летописец «Ростовский, зарученный св. Дмитрием». В примечаниях он именует этот памятник Ростовской летописью (Архивским летописцем Карамзин называл другую летопись, доведенную до 1560 года). Однако на рукописи отсутствуют записи митрополита Димитрия Ростовского, и с Ростовом Архивская летопись не связана.
Согласно А. А. Шахматову, Архивская летопись составлена на основе двух сводов: великокняжеский свод 1479—1480 годов и Новгородский свод 1539 года. Позднее обе этих летописи Шахматов нашёл в отдельных списках: Московский великокняжеский свод 1479 года (в Эрмитажном списке) и Новгородский свод 1539 года (в Новгородской летописи Дубровского).
Первая часть мало отличается от Московского свода 1479 года. Так, в Архивской летописи имеется родословие великих князей под 887 годом, оканчивающееся сыном Ивана III Юрием, родившемся в 1480 году. Эрмитажный список не содержит этого родословия. По мнению Я. С. Лурье, оно внесено в Архивскую летопись из Новгородского свода 1539 года.
Повесть о Куликовской битве в составе Архивской летописи содержит несколько вставок из «Сказания о Мамаевом побоище»: об «уряжении полков», выступлении «потаенного полка» Владимира Андреевича и Дмитрия Волынца и поисках Дмитрия после битвы.
Время и место составления Архивской летописи неизвестны. Лурье отмечал её как летопись XVII века.

## Издание
- Шахматов А. А. О так называемой Ростовской летописи. — М., 1904. — С. 67—162 (вторая часть Архивской летописи; первая часть использована в разночтениях к изданиям Воскресенской и Симеоновской летописей).